# Prvouste
Prvouste (Protostomia), poddivizija bilateralnih životinja, to su dvostrano simetrične životinje kod kojih se usta razvijaju na mjestu prausta. U skupinu Protostomia spadaju koljena životinja s potpunim probavnim sustavom kod kojih se u embrionalnom razvoju crijeva prausta preoblikuju u usta, a otvor anusa se pojavljuje sekundarno. U ovu skupinu spadaju kako Ecdysozoa tako i Lophotrochozoa.
Za razliku od Deuterostomia, Protostomia su parafiletička skupina životinja.
Tipične skupine Protostomia su, na primjer:
- Ecdysozoa
  - Oblići (Nematoda)
  - Strunaši (Nematomorpha)
  - Dugoživci (Tardigrada)
  - Člankonošci (Arthropoda), između ostalih, tu se ubrajaju kukci, paučnjaci i rakovi
- Lophotrochozoa
  - Mekušci (Mollusca), između ostalih puževi, školjkaši i glavonošci
  - Kolutićavci (Annelida), između ostalih gujavice
  - Mahovnjaci (Bryozoa)
  - Ramenonošci (Brachiopoda)
  - Zvjezdani (Echiura)
- Platyzoa
  - Plošnjaci (Plathelminthes)
  - Trbodlaci (Gastrotricha)
  - Gnathostomulida
  - Micrognathozoa
  - Kolnjaci (Rotatoria)
  - Cycliophora
  - Kukaši (Acanthocephala)

## Vanjske poveznice

### Ostali projekti
|  | Wikivrste imaju podatke o taksonu Protostomia |